# Little Barrier Island

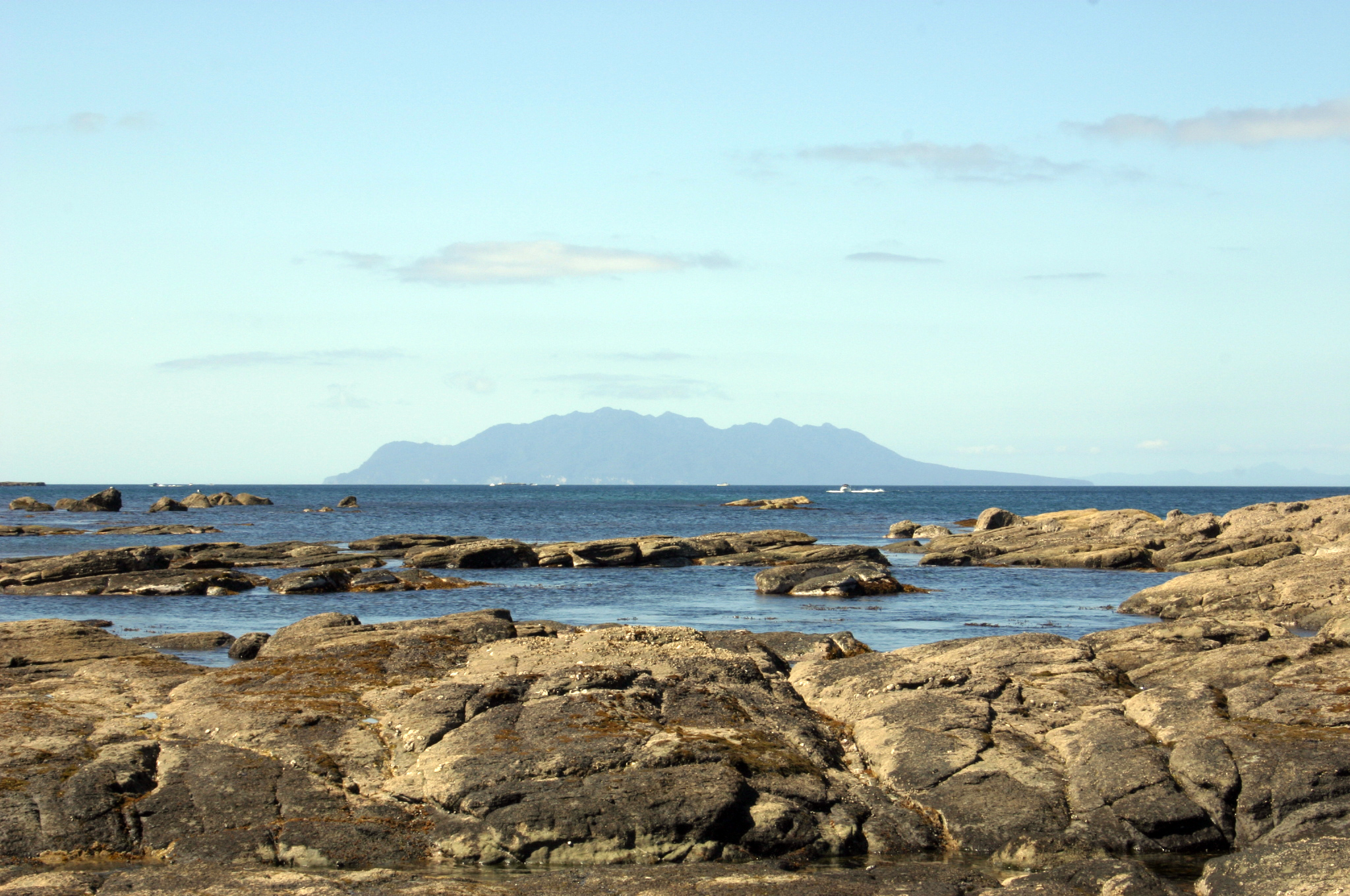
Little Barrier Island sedd från Nordön.

Little Barrier Island eller Hauturu är en ö utanför Nordöns, den norra av Nya Zeelands huvudöar, nordöstra kust. Ön är skyddad för att bevara dess ovanligt ursprungliga flora och fauna som hyser många för Nya Zeeland endemiska arter.
Little Barrier Island ligger väster om Great Barrier Island och cirka 80 kilometer från Auckland. Mellan Little Barrier Island och Great Barrier Island ligger Cradock Channel, ett av de tre sund som knyter Haurakigolfen till Stilla havet. Från Nordön skiljs Little Barrier Island genom sundet Jellicoe Channel.
Ön är resterna av en utslocknad vulkan. Den är cirka 6 kilometer bred och nästan rund till sin form. Öns yta är cirka 28 kvadratkilometer och den högsta punkten, Mount Hauturu, är 722 meter över havet. Kusten är klippig med steniga stränder och ön är allmänt mycket kuperad och svårtillgänglig med branta sluttningar och tät vegetation.
Maorierna kallar ön Hauturu, vilket betyder ungefär "där vinden vilar". Det engelska namnet, Little Barrier Island, fick ön av kapten James Cook.